# Шефа
Шефа (на бислама: Shefa) е една от шестте провинции на Република Вануату. Тя включва островите Епи, Ефате, Еретока, Лелепа, Мосо, Нгуна, Пеле, Какула, Емао и островите Шеферд.
Провинцията има население от 97 602 души (по преброяване от ноември 2016 г.) и обхваща област от 1445 км2.